# Périssac
Périssac är en kommun i departementet Gironde i regionen Nouvelle-Aquitaine i sydvästra Frankrike. Kommunen ligger i kantonen Fronsac som tillhör arrondissementet Libourne. År 2022 hade Périssac 1 185 invånare.

## Befolkningsutveckling
Antalet invånare i kommunen Périssac
Referens:INSEE